# Podarcis waglerianus
Podarcis waglerianus är en ödleart som beskrevs av  Johannes von Nepomuk Franz Xaver Gistel 1868. Podarcis waglerianus ingår i släktet Podarcis och familjen lacertider. IUCN kategoriserar arten globalt som livskraftig.

## Underarter
Arten delas in i följande underarter:
- P. w. marettimensis
- P. w. waglerianus